# Goldberg (Halle)

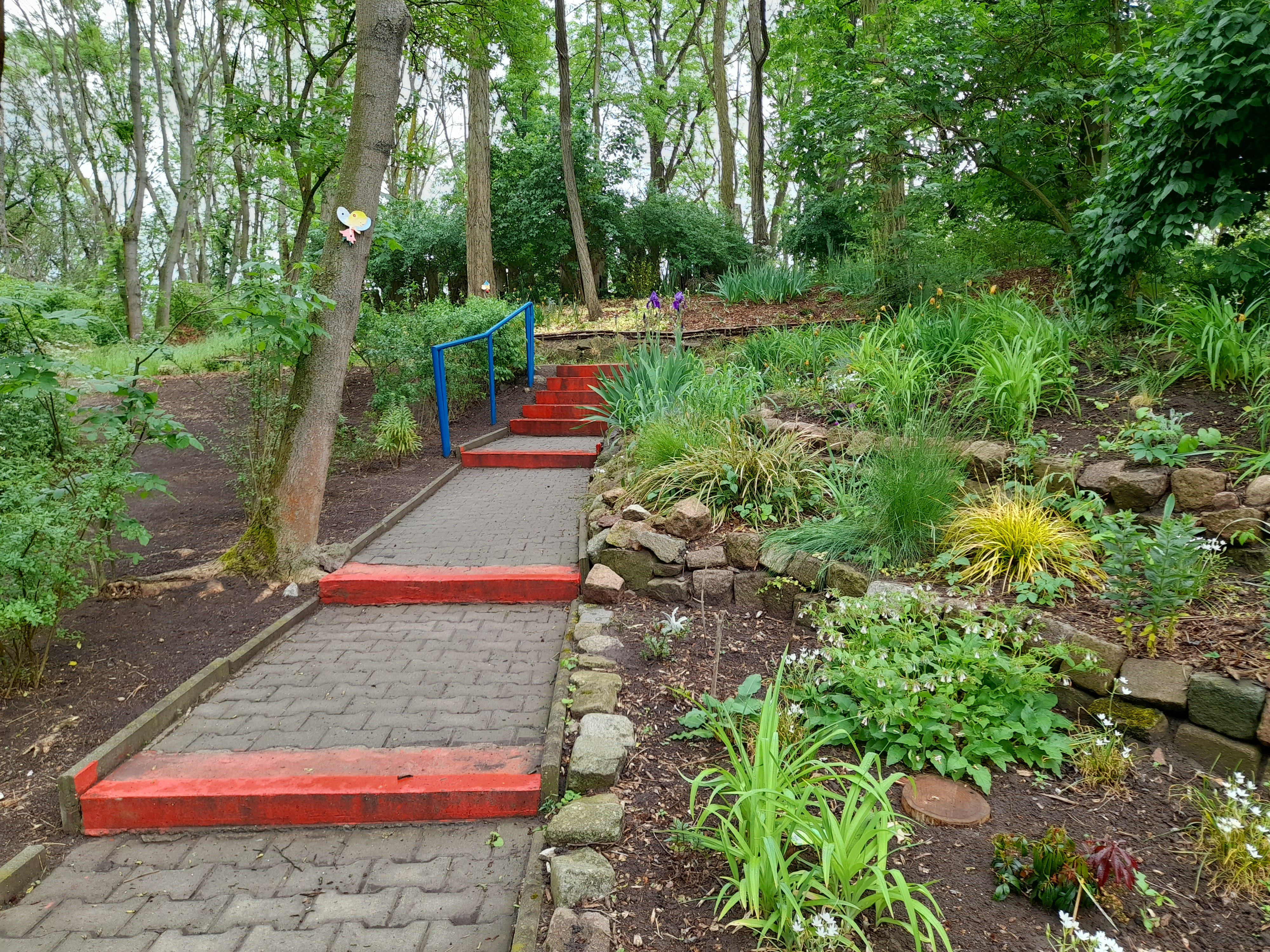
Im Nutztiergarten am Goldberg

Der Goldberg ist eine Erhebung im nordöstlichen Stadtteil Mötzlich von Halle (Saale).
Seit etwa 1750 ist die Erhebung unter dem Namen Goldberg bekannt. Den Namen Goldberg erhielt sie wahrscheinlich deshalb, weil die Anwohner dort vergrabene Schätze vermuteten. Das Gelände am und um die Erhebung wurde in der Vergangenheit als Sandgrube genutzt.
Anfang des 20. Jahrhunderts wurden bei Grabungen auf dem Goldberg alte Begräbnisstätten entdeckt. Diese bestanden aus porphyrenen Steinkisten, die schnurverzierte Urnen und durchlochte Steinhämmer als Beigaben enthielten.
In unmittelbarer Umgebung befand sich nordöstlich des Goldbergs von 1944 bis 1945 das KZ-Außenlager Birkhahn.
Zentral auf der Erhebung befindet sich ein ehemaliger Gutshof mit Haupthaus und Nebengebäuden. Die Gebäude des ehemaligen Gutshofs wurden bis zur Wende als Durchgangsheim für Jugendwerkhöfe und Spezialheime für sogenannte schwererziehbare Kinder genutzt. 1990 wurde das Durchgangsheim geschlossen und die Gebäude standen bis 1993 leer. Sie beherbergten ab 1993 anfangs ein Resozialisierungsprojekt zur Integration ehemaliger Straffälliger und später ein Frauenhaus. 
Auf dem Gelände befinden sich seit 1993 eine Parkanlage, ein Naturlehrpfad, mehrere Tiergehege, Vogelvolieren, ein Tierfriedhof, ein Bauerngarten und verschiedene Kleinbiotope. Betrieben werden diese Einrichtungen vom Deutschen Paritätischen Wohlfahrtsverband, Landesverband Sachsen-Anhalt, der in den Gebäuden des ehemaligen Gutshofs benachteiligte Menschen betreut, beschäftigt und fördert. Ebenfalls befindet sich am Goldberg der Gartenverein „Am Goldberg“ e.V. Im Jahr 1995 wurde der Goldberg mit einer Fläche von 16 Hektar zum geschützten Landschaftsbestandteil erklärt.